# Ulrich Takam
Ulrich Takam, de son vrai nom Ulrich Gildas Tchinde Takam, né le 26 septembre 1994 à Bansoa, est un humoriste et vidéaste web camerounais.

## Biographie

### Enfance, éducation et débuts
Ulrich Takam est né le 26 septembre 1994 à Bansoa au Cameroun. Il fréquente la Faculté des lettres de l'université de Yaoundé I et tente deux fois le concours de l'ESSTIC,. Il fait le stand-up aux côtés de Valéry Ndongo et crée avec le metteur en scène Landry Nguetsa son premier spectacle, Faut pas rêver après sa licence en théâtre obtenue au département Arts du spectacle et cinématographie de la Faculté des lettres de l’Université de Yaoundé I.

### Carrière
Il se lance dans la comédie en 2015. Il est animateur de radio et télé, sur Kalak FM et Canal 2 International à Yaoundé. En 2018, avec les Baos, il fait grandir sa notoriété et lance officiellement sa carrière solo avec la web-série Les délires de Takam. Dans les feats de Takam, Indira a un role en 2020 et en 2021 dans Les capsules de Takam. Il propose ses vidéos sur Youtube,, et sur la chaîne de télévision Balafon TV de Cyrille Bojiko. Les vidéos qu'ils proposent mettent en avant diverses situation de la vie: lycée, famille, vie active avec différents acteurs, chanteurs, réalisateurs et mannequin camerounais et gabonais. Ses vidéos mettent également en avant la beauté du Cameroun car chacune d'elles est tournée dans diverses villes du pays : Yaoundé, Penka Michel et Dschang. Promoteur du festival Slam'Up depuis 2018 avec la slameuse Lydol, il anime des ateliers dans les notions de base du stand up dont la dernière édition en 2021 s'est déroulée exclusivement à Douala dans les locaux de l'Institut Français du Cameroun. En 2021, il ouvre sa maison de production Bimoulè Prod.

## Vidéos

### Web-série
- 2021

Ce que je vois je fais
Les capsules de Takam
Ekol Publik Group 2
- 2020

Le journal de Takam
Les feats de Takam
Les parodies de Takam
Les délires de Takam (3 saisons)

## Récompenses
- 2018: Révélation humoristique à la Caravane de l'humour à Douala

- 2018: Lauréat du prix Goethe Découverte de l'Institut Goethe

- 2021: Canal 2'or - Meilleure web-série avec Les délires de Takam

- 2021: Canal 2'or - Meilleure performance digitale

## Participations
- 2018: Finaliste Prix RFI Talents du Rire concours de RFI

- 2018: Le Parlement du rire en Côte d'Ivoire